# Patrick Henry
Patrick Henry (Studley (Virginia), 1736. május 29. – Red Hill, Brookneal mellett, 1797. június 6.) északamerikai államférfi.

## Életútja
A kereskedelmi pályát, amelyen működött, jogi tanulmányokkal váltotta fel. 1765-ben Virginia állam képviselője volt a tartományi gyűlésen és az angol bélyegadó ellen javaslatot terjesztett be, ami népszerűvé tette. Az 1774. évi philadelphiai kongresszusba is beválasztották, 1775-től fogva pedig előbb Virginia parancsnoka, később kormányzója volt. Ebben az állásában nagy szolgálatott tett hazájának az alkotmány megerősítése körül. A kitűnő szónok, az éleseszű és bátor államférfi népszerűségét mutatja, hogy a választásoknál ismételten feléje fordult a bizalom. 1786-ban rövid időre visszatért az ügyvédi pályára, nemsokára azonban tagja lett ama kongresszusnak, mely a szövetséges államok alkotmányos szervezetét kidolgozta. 1794-ben visszavonult a közügyektől.